# Pachyramphus polychopterus
El anambé aliblanco o anambé preto (Pachyramphus polychopterus) es una especie de ave paseriforme perteneciente a la familia Tityridae. Este género ha sido emplazado tradicionalmente en la familia Cotingidae o Tyrannidae, pero serias evidencias sugieren que su mejor lugar es Tityridae, donde ahora la emplaza la SACC. 

## Otros nombres vulgares
Se conoce también como anambé común, anambé negro, cabezón aliblanco o mosquero cabezón ala blanca.

## Distribución y hábitat
Se encuentran desde México y Brasil hasta Argentina. Habita en una gran variedad de hábitats, por lo general desde las tierras bajas hasta 500 metros.